# Blondelia flaviventris
Blondelia flaviventris är en tvåvingeart som först beskrevs av Macquart 1843.  Blondelia flaviventris ingår i släktet Blondelia och familjen parasitflugor.
Artens utbredningsområde är Franska Guyana. Inga underarter finns listade i Catalogue of Life.